# Виртенешть
Виртенешть, Виртенешті (рум. Vârtănești) — село у повіті Алба в Румунії. Входить до складу комуни Відра.
Село розташоване на відстані 326 км на північний захід від Бухареста, 58 км на північний захід від Алба-Юлії, 66 км на південний захід від Клуж-Напоки, 149 км на північний схід від Тімішоари.

## Населення
За даними перепису населення 2002 року у селі проживали 62 особи, усі — румуни. Усі жителі села рідною мовою назвали румунську.